# Stati e regioni multilingue
Di seguito una lista di stati e regioni dove vige il multilinguismo.

## Africa

### Africa centrale
- Camerun: inglese e francese (ufficiali), camfranglais e varie lingue locali
- Repubblica Centrafricana: francese (ufficiale) e sango
- Ciad: arabo e francese (ufficiali), più di cento di lingue e dialetti locali
- Repubblica Democratica del Congo: francese (ufficiale), kikongo ya leta (o kituba, basata sul kikongo), lingala, tshiluba e swahili
- Guinea Equatoriale: spagnolo, portoghese e francese (ufficiali)
- Repubblica del Congo: francese (ufficiale), kiluba e lingala (lingue nazionali), varie lingue e dialetti

### Africa orientale
- Burundi: francese e kirundi (ufficiali), diffuso lo swahili
- Gibuti: arabo e francese (ufficiali), diffusi il somalo e l'afar
- Eritrea: nessuna lingua ufficiale; lingue autoctone: tigrino, tigre, dahlik, afar, beja e altre lingue locali; usati amarico, arabo, inglese e italiano
- Kenya: inglese e swahili (ufficiali), diffuse altre lingue tribali
- Ruanda: francese, inglese e kinyarwanda (ufficiali)
- Seychelles: francese, inglese e creolo delle Seychelles (ufficiali)
- Somalia: somalo (ufficiale), diffusi arabo, inglese e italiano
- Tanzania: swahili (nazionale), diffuse inglese e altre lingue
- Uganda: inglese (ufficiale), arabo, luganda, swahili e altre lingue locali

### Africa settentrionale
- Algeria: arabo (ufficiale), tamazight (nazionale), usato il francese
- Egitto: arabo (ufficiale), parlato correntemente l'arabo-egiziano, usati inglese e francese
- Libia: arabo (ufficiale), tamazight; usati inglese e italiano
- Mauritania: arabo (de facto), hassaniya e francese
- Marocco: arabo, francese, amazigh, arabo-marocchino
  - Sahara Occidentale: hassaniya, arabo-marocchino, spagnolo
  - Repubblica Democratica Araba dei Sahrawi: arabo e spagnolo
- Sudan: arabo, inglese, lingue tribali
- Sudan del Sud: inglese, arabo, juba, nuer, zande e varie lingue nilo-sahariane
- Tunisia: arabo (ufficiale), correntemente parlato l'arabo-tunisino; francese e tamazight

### Africa meridionale
- Botswana: inglese (ufficiale), setswana (nazionale)
- Comore: arabo, comoriano, francese
- Lesotho: inglese e sesotho
- Madagascar: francese, malagasy
- Malawi: inglese (ufficiale), chichewa (nazionale)
- Mauritius: inglese (ufficiale), francese (lingua amministrativa), creolo di Mauritius (lingua franca), hindi, hakka, bhojpuri, tamil, urdu e marathi
- Namibia: inglese (ufficiale), ovambo (lingua madre di metà degli abitanti), afrikaans e tedesco (lingue ufficiali sino agli inizi degli anni Novanta), portoghese (presso la comunità angolana)
- Sudafrica: afrikaans, inglese, ndebele, sepedi, sesotho, setswana, swati, tsonga, venda, xhosa, zulu[1]
- eSwatini: inglese e swati
- Zimbabwe: inglese, shona, ndebele

### Africa occidentale
- Benin: francese (ufficiale), numerose lingue locali
- Burkina Faso: More, bissa, dioula, fula, altre lingue francese
- Capo Verde: portoghese e creolo capoverdiano
- Costa d'Avorio: francese (ufficiali), numerose lingue locali
- Gambia: inglese (ufficiale), numerose lingue locali (tra cui mandinka, wolof e fula)
- Ghana: inglese (ufficiale), numerose lingue locali
- Guinea: francese (ufficiale), fula e susu
- Guinea-Bissau: portoghese (ufficiale), kriol (creolo basato sul portoghese della Guinea Bissau), altre lingue locali
- Liberia: inglese (ufficiale), lingue tribali
- Mali: bambara, bomu, bozo, dogon, fula, hassaniyya, mamara, maninka, songhay, soninke, syenara, tuareg, xaasongaxango, altre lingue francese
- Niger: hausa e francese
- Togo: francese (ufficiale), lingue tribali (ewe, mina e kabiyé)

## Americhe
- Canada inglese e francese (ufficiali[2]), diffusi idiomi amerindi e lingue d'origine delle varie comunità di immigrati
  - il Nuovo Brunswick, con una consistente minoranza di acadiani francofoni (35%), è l'unica provincia ufficialmente bilingue.
  - nel Nunavut sono ufficiali sono i dialetti inuit (lingua inuktitut e lingua inuinnaqtun), l'inglese e il francese.
- Groenlandia: danese e inuit groenlandese
- Guatemala: spagnolo (ufficiale), diffusi 23 dialetti maya
- Messico: spagnolo (de facto la lingua dello Stato), 62 lingue indigene riconosciute dal governo.
- Curaçao, Bonaire e Aruba: papiamento e olandese.
- Saba, Sint Eustatius e Sint Maarten: inglese e olandese.
- Paraguay: 48% della popolazione bilingue (guaraní-spagnolo, dei restanti il 37% parla solo il guaraní, l'8% lo spagnolo).
- Stati Uniti d'America: 
  - Stati bilingue: Louisiana (inglese e francese), Nuovo Messico (inglese e spagnolo), Hawaii (inglese e hawaiiano).
  - territori bilingue: Samoa Americane (samoano e inglese), Guam (inglese e chamorro), Porto Rico (spagnolo e inglese)
  - territori trilingue: Marianne settentrionali (inglese, chamorro e carolino)
- Brasile: portoghese (ufficiale), diffusi anche l'italiano (in Espírito Santo, Rio Grande do Sul e Vila Velha) e il tedesco
- Venezuela: spagnolo (ufficiale), diffusi anche alcuni idiomi amerindi

## Asia
- Iraq: curdo e arabo nel nord del Paese.
- Libano: arabo, diffusi francese e inglese.
- Cina: cinese mandarino (ufficiale), diffuse altre forme di cinese e le lingue delle varie minoranze etniche.
  - Hong Kong: cantonese, inglese e mandarino.
  - Macao: cinese e portoghese (ufficiali).
- India: 23 lingue ufficiali, tra cui hindi e inglese. Gli indiani con elevati gradi di scolarizzazione sono solitamente trilingui (lingua nativa, hindi e inglese).
- Indonesia: la maggioranza della popolazione è bilingue (bahasa Indonesia -idioma ufficiale- e lingua nativa).
- Israele: presso la comunità ebraica, l'ebraico è solitamente affiancato dalle lingue del Paese d'origine (specie il russo); il bilinguismo (arabo ed ebraico) è diffuso anche presso la comunità palestinese.
- Giappone: i numerosi discendenti degli immigrati coreani parlano sia il coreano che il giapponese.
- Malaysia: l'intera popolazione è per lo meno bilingue: malese, cinese, tamil e varie lingue indigene.
- Filippine: tagalog e inglese (ufficiali). Nelle regioni dove il tagalog è lingua madre, prevale il bilinguismo (tagalog e inglese); nelle altre è diffuso il trilinguismo (alle prime due lingue si affianca cioè la lingua locale). Anche il cebuano è riconosciuto ufficialmente. Lo spagnolo quale lingua corrente è invece caduto in disuso.
- Sri Lanka: cingalese e tamil (ufficiali).
- Taiwan: cinese, taiwanese, hakka e varie lingue aborigene.
- Kazakistan: kazako e russo.
- Kirghizistan: kirghizo e russo (ufficiali).
- Uzbekistan: uzbeko, russo e tagiko.

## Europa
- Austria: sono bilingui tedesco-sloveno per ciò che riguarda la segnaletica alcuni comuni della Carinzia e tedesco-ungherese così come tedesco-croato alcuni del Burgenland.[3]
- Belgio: neerlandese, francese e tedesco. La capitale, Bruxelles, è bilingue.[4]
- Repubblica Ceca: diversi centri abitati dell'area di Zaolzie sono ufficialmente bilingui (ceco e polacco).
- Cipro: greco e turco (ufficiali)[5]
- Croazia: croato e italiano nella Regione istriana; diffuso l'italiano nella Dalmazia[6]
- Danimarca: danese e faroese nelle Fær Øer.
- Finlandia: finlandese e svedese (ufficiali) e sami nel nord.[7]
- Francia: francese (ufficiale), diverse regioni sono bilingui: francese e bretone in Bretagna, francese e tedesco in Alsazia, francese e basco nei Pirenei Atlantici, francese e corsa in Corsica, francese e neerlandese nel Nord; ma tutti gli idiomi minoritari non sono ufficiali.
- Germania: tedesco e sorbo in Lusazia; tedesco e frisone in Frisia Settentrionale e Saterland.
- Gibilterra: inglese (ufficiale), parlati spagnolo e llanito.
- Irlanda: gaelico irlandese e inglese.[8]
- Italia: il bilinguismo in Italia è presente in tutto il territorio italiano, poiché la lingua ufficiale (italiano) è affiancata da un insieme di lingue non riconosciute a livello legislativo. Dal punto di vista legislativo il bilinguismo vige in Valle d'Aosta (italiano e francese)[9], in Alto Adige (italiano e tedesco)[10] dove si trovano anche alcuni comuni trilingui (italiano, ladino e tedesco), in Friuli-Venezia Giulia (italiano, sloveno e friulano)[11], in Sardegna dove a fianco dell'italiano è ufficiale anche il sardo (segnaletica in numerosi paesi bilingue o solo in sardo), nonostante sia relativamente ancora poco usato in ambito pubblico regionale.[12] Tra le altre zone in cui non è riconosciuto il bilinguismo troviamo il Veneto (italiano e veneto), la Sicilia (italiano e siciliano), il Piemonte (italiano e piemontese) e Napoli (italiano e napoletano).
- Lussemburgo: lussemburghese, tedesco e francese.
- Malta: maltese e inglese (ufficiali), molto diffuso è l'italiano.
- Norvegia: le due forme di norvegese (Bokmål e Nynorsk), e sami nel nord.
- Paesi Bassi: neerlandese e frisone in Frisia.
- Polonia: polacco e casciubo in Casciubia; polacco e tedesco nel Voivodato di Opole.
- Regno Unito: gallese e inglese in Galles; inglese, scots e gaelico-scozzese in Scozia; inglese, scots e irlandese in Irlanda del nord.
- Romania: romeno e ungherese nella Terra dei Siculi; romeno e tedesco in Transilvania.
- Russia: russo (ufficiale). Nelle varie repubbliche, il russo è affiancato dagli idiomi delle popolazioni "titolari"
- Slovenia: alcuni comuni bilingui sloveno-italiano (Ancarano, Capodistria, Isola d'Istria e Pirano); sloveno e ungherese nelle zone di confine con l'Ungheria.[13]
- Spagna: spagnolo (ufficiale), diverse regioni hanno più di una lingua ufficiale: basco e spagnolo (Paesi Baschi e Navarra), spagnolo e galizano (Galizia), spagnolo e catalano (Catalogna,[14], Isole Baleari e Comunità valenciana[15]). Il leonese e il galiziano sono riconosciuti ma non ufficiali in Castiglia e León e l'asturiano nelle Asturie.
- Svezia: svedese e finlandese a Tornedalen e Haparanda, svedese e sami nel nord.
- Svizzera: tedesco, francese, italiano e romancio.[16] Alcuni cantoni bilingue francese-tedesco (Vallese, Berna e Friburgo), il Grigioni trilingue tedesco-romancio-italiano.[17] Oggigiorno la maggior parte degli svizzeri impara l'inglese per comunicare con gli svizzeri che parlano altre lingue native, poiché l'inglese è neutrale tra i parlanti di diverse lingue nazionali, il che lo rende una lingua franca, in cui nessuna lingua nazionale domina l'altra[18].

## Oceania
- Nuova Zelanda: inglese, maori presso la comunità maori e la lingua dei segni neozelandese presso la comunità sorda.